# Scaramuccia da Forlì
Scaramuccia da Forlì (Forlì, 1400 circa – Monselice, 1449) è stato un condottiero e capitano di ventura italiano.

## Biografia
Nel 1438, quando Niccolò Piccinino assediò la città di Brescia per conto del duca di Milano Filippo Maria Visconti, in guerra con la Repubblica di Venezia (1438-1441) per il possesso di Brescia e Bergamo, Scaramuccia intervenne con successo a favore degli assediati. A tal proposito, Michele Monteverdi scrive che la Repubblica di Venezia, con il capitano di ventura Scaramuccia da Forlì, liberò l'area dall'occupazione milanese e quindi la annesse ai suoi possedimenti.
Nel 1446, inviato dalla Repubblica di Venezia, intervenne in soccorso di Cremona, dove riuscì a superare l'accerchiamento di Francesco Piccinino e di Luigi Dal Verme, al soldo di Filippo Maria Visconti.
Morì in battaglia nel 1449.